# 4-й перегоночный авиационный полк
4-й перегоночный авиационный полк ― авиаполк в составе Гражданского воздушного флота в годы Великой Отечественной войны, базировался в городе Якутск.

## История

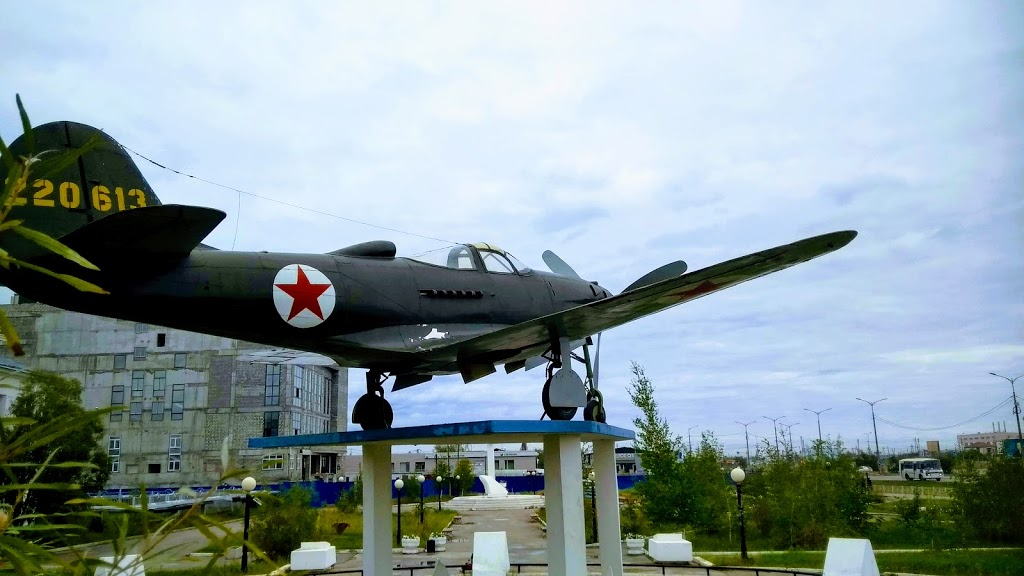
Памятник самолёту Bell P-39 установленный в Якутске. Копия оригинального самолёта с номером 42-20613, разбившегося при перегоне на участке Киренск - Якутск в 1943 году, вместе с пилотом майором П. Ф. Морозовым

4-й перегоночный авиационный полк формировался в августе-сентябре 1942 года в городе Иваново на аэродроме 6-й запасной авиационной бригады. Полк входил в состав 1-й перегоночная авиационной дивизии Гражданского воздушного флота.
Местом базирования 4-го полка стал Якутск.
Пилоты полка летали на воздушной трассе Алсиб между Аляской (США) и СССР, построенной и начавшей действовать в 1942 году.  По этой авиатрассе шла перегонке американских самолётов, которые США поставляли в СССР по договору ленд-лиза.
3-й перегоночный авиационный полк перегонял самолёты из аэропорта Сеймчан (Магаданская область) до Якутска. Отсюда лётчики 4-го полка далее перегоняли их в Киренск (Иркутская область). Оттуда летный состав полка возвращались в Якутск на транспортных самолётах.
Воздушная трасса Сеймчан-Якутск был третьим этапом по перегонке самолетов из США. Этот этап был самым тяжёлым. Самолетам приходилось преодолевать 1167 километров через полюс холода над обширной высокогорной территорией с Верхоянским и Черским хребтами, на больших высотах, в кислородных масках. Далее пилоты 4-го полка садились в эти самолёты и летели 1330 км по трассе Якутск-Киренск над глухой тайгой. Этап до Киренска был четвертым.
За каждый перегнанный самолёт лётчики получали премиальное вознаграждение. За истребитель на участках трассы Уэлькаль — Сеймчан и Сеймчан — Якутск пилоту платили 700 рублей, на остальных участках — 600 рублей. За бомбардировщик, в зависимости от участка трассы, пилоту платили соответственно 850 или 650 рублей; штурману — 700 или 500 рублей, второму пилоту — 600 или 450 рублей, борттехнику и бортрадисту — 500 или 400 рублей.
В октябре 1945 года полк был расформирован.

## Командиры полка
- Майор	Платон Ефимович Смоляков ― август 1942 года - апрель 1944 года (назначен командиром 85-го гв. истребительного авиаполка)
- Подполковник	Иван Павлович Власов ―	апрель 1944 года - май 1945 года